# 水戸部七絵
水戸部 七絵（みとべ ななえ）は、日本の画家。ウィーンと日本を拠点に作家活動をおこなっている。水戸部七絵は、一貫して油絵で顔を描いている。

## 来歴
※以下の出典は、公式サイトによる。
神奈川県に生まれる。2011年に名古屋造形大学を卒業、画家の長谷川繁に師事する。2016 年愛知県美術館での個展にて発表、2020 年に愛知県美術館に「I am a yellow」が収蔵される。2019年にホルベインスカラシップ奨学生となる。2021年から東京芸術大学大学院美術研究科絵画専攻油画に在籍し、画家の小林正人に師事する。同年には「VOCA展2021」で鎮西芳美（東京都現代美術館）の推薦を受け、VOCA奨励賞を受賞した。
2022年からオーストリアのウィーン美術アカデミーに交換留学、アラステア・マキンブン (Alastair Mackinven)に師事する。この年、初の作品集『Rock is Dead』を刊行した。

## 主な展覧会
個展

2023「Green and Red」-GUCCI NAMIKI(東京)
           「NOT A GALLERY BUT A FORMAL」-NOT A GALLERY(熱海）
           「黒い顔・白い顔」-rin art association(群馬）
2022　 「Let’s Have a Dream ! -作品集出版記念展-」銀座蔦屋
　　　　「AUN - L字の金髪と発掘された人 -」Tokyo International Gallery、東京
　　　   「War is not over」void+、東京
　　　　「傑作な風景」-YOD Gallery、大阪
　　　　「Can we turn capital into garbage?」-ソノアイダ＃新有楽町、東京
　　　　「Y.N.W.P.  - How to turn capital into garbage - ソノアイダ｜第3期 やんツー / 水戸部 七絵」　　　　　　　ソノ アイダ #新有楽町、東京
           「project N 85 水戸部七絵」東京オペラシティ
　　　   「I am not an Object」gallery 5、東京
2021 	「I can’t speak English!」NADiff A/P/A/R/T、東京
「Rock is Dead」biscuit gallery、東京
　　　　「HUMANITY」 Rikka gallery、東京
2019 	「I am yellow」Maki Fine Arts、東京
　　　　「水戸部七絵｜髙山陽介　顔の奥行き」関内文庫、神奈川県
2018	「DEPTH - Tranquil Pigment- 」florist gallery N、愛知
2016 	「水戸部七絵 展 MITOBE Nanae Exhibition」gallery21yo-j、東京
「DEPTH - Tranquil Pigment- 」florist gallery N、愛知
「APMoA , ARCH vol.18 　DEPTH - Dynamite Pigment -」愛知県美術館
2014 	「ABRAHAM」LOOP HOLE、東京　　　
「水戸部七絵 個展」　現代HEIGHTS GALLERY DEN .ST、東京
2011     「BLUMEN GARTEN」　LOOP HOLE、東京

## 作風
大胆な色彩と立体のような質感が特徴の、油絵具を積層した作品を制作する。
絵画原理主義を主張し、従来より象徴的な人物の存在を描いたが、2014年のアメリカ合衆国での滞在制作をきっかけに、極めて抽象性の高い匿名の顔を描いた「DEPTH」シリーズを制作し、2016年に愛知県美術館での個展にて発表した。
幼少期、水戸部は小学生の頃に上野の美術館でゴッホのひまわりをみて画家になろうと決意した。当初は、印象派の受けていた。画家を目指したエピソードと同様に、顔をモティーフにするようになったのも、きっかけはいたってシンプルだ。2009年にマイケル・ジャクソンが急死し、死の直前まで準備していたライブツアーのリハーサルの模様を編集した映画「マイケル・ジャクソン　THIS IS IT」をみて、感動と衝撃を受けたことだった。
水戸部は、作品の制作に長いものでは10年以上の年月をかけている。
2022年のオペラシティのプロジェクトNの個展では、新表現主義の影響から石膏像を画面にコンバインする作品もある。
その展覧会の内容は、「I am a not Object」というタイトルであった。
セクシャルハラスメントやLGBTQ（性的マイノリティ）への偏見に抗議する言葉で、差別や偏見なく、他者という存在を全人格的に受け入れる彼女の制作姿勢が色濃く窺われる。と同時に、この言葉（フレーズ）には、その際立った物質感ゆえに、モノとしての存在感を強く意識させる自作に対する自己言及も含まれているだろう。
水戸部はこのタイトルを、SNSで見つけたという。昨年来のコロナ禍での制作において、水戸部は新たに〈Picture Diary〉というシリーズを手がけるようになった。絵に英文が添えられた文字どおりの絵日記で、英文にはところどころ綴りのミスも見受けられるが、バンクシーやバスキアなど、アートに関するニュースの見出しから、アフガン少女の悲痛なツイッター投稿など、彼女の目と心に触れた日々の出来事が取り上げられている。とくに後者は、「活き活きとした他者」としてのスターたちの顔から離れて、いわば“顔のない”無名の他者たちを主人公にした作品といえるだろう。
もっとも、水戸部はそこから顔にまつわる思索を深め、人間の美容への欲求や変身願望、さらには人種、性別などの外観の相違による差別や誤解、他者というものがもたらす身体的、社会的、政治的な影響にまでその考察を広げる。

## パブリックコレクション
- 「I am a yellow」 - 愛知県美術館（2020年収蔵）

## 受賞歴
- 2011年：千代田芸術祭2011　アンデパンダン」　審査員ゲスト O JUN 賞
- 2013年：「熊谷守一大賞展」　入賞
- 2020年：「VOCA展2021　現代美術の展望─新しい平面の作家たち─」奨励賞